# Кириллов, Григорий Петрович
Григо́рий Петро́вич Кири́ллов (1850—1922) — русский ветеринар, экстраординарный профессор.
Сын дьякона. Закончив в 1876 году курс ветеринарного отделения медико-хирургической академии в Харькове, был по конкурсу оставлен при ней на два года для усовершенствования, но, ввиду мобилизации армии, отправился ветеринарным врачом на театр войны и только после заключения мира вернулся в академию, где занимался патологической анатомией под руководством профессора А. А. Раевского. В 1880 году Кириллов получил степень магистра ветеринарных наук за диссертацию: «О развитии и строении новообразований при жемчужной болезни рогатого скота» (СПб., 1880), а в 1881 году был избран доцентом Казанского ветеринарного института по кафедре хирургии. С 1883 года работал экстраординарным профессором по той же кафедре. Работы Кириллова были рассеяны в «Учёных Записках Казанского ветеринарного института», которые он редактировал со дня основания журнала, в «Архиве Ветеринарных Наук» (1881—1882), в «Сельском Хозяине» (1889) и др.
Профессор Г. П. Кириллов входил в состав Совета Старшин «Казанского Русского Национального Клуба».